# Un cromo de Iniesta, unos payasos justicieros y un velatorio en el Bajo B
Un cromo de Iniesta, unos payasos justicieros y un velatorio en el Bajo B fue el cuarto episodio de la sexta temporada de la serie de televisión La que se avecina. Su primer pase en televisión fue en Telecinco el 22 de octubre de 2012, estrenándose con un 24,1% de cuota de pantalla y 4 309 000 espectadores.

## Argumento
Tras haberse mudado con Judith al Ático A dejando la presidencia a Araceli, Enrique decide estrenar su presidencia en la sombra cambiando el gas propano del edificio por el gas natural, que es más barato, más ecológico y más seguro. Además, su instalación tiene 0 molestias, pero Antonio no piensa hacer que le cambien el propano por el gas natural, proveniente de los moros, por lo que se deben hacer obras para cambiar todas las instalaciones menos la del 1ºA y el 1 °C y que llevan un coste adicional acompañado del ruido y del no poder usar el agua caliente a excepción de los Recio. Todo esto provocará que los vecinos linchen a Araceli, que solo puede buscar ayuda en Enrique, que tiene que estar mintiendo a su mujer. Las demás chicas le advierten de que lo que ella tiene que hacer es putearla ya que piensan que Araceli quiere volver con él.
Por otro lado, Maite está encarcelada en una cárcel para mujeres donde se encuentra "Rotermeller", una policía muy amarga. La Cuki advierte a Amador de que debe pagar su fianza: 60 000 €, para que pueda salir de la cárcel hasta el juicio. Para ello, le dice que en el tarro de los macarrones se encuentra una llave, que abre una nave en la que descubre, junto a los leones, artículos muy caros: un trampolín, un Ferrari, un gran todoterreno, una moto, un sillón de masajes... Su "enfermedad" es que no paraba de gastar, gastar y gastar hasta en cosas inservibles falsificando incluso tarjetas de crédito. Desgraciadamente, la policía les pilló ya que iban camuflados entre la gente. En la cárcel, Maite casi sufre el acoso de unas presas lesbianas, pero la madre de Parrales, Luz Marina (Mamasita), la ayuda y pone a las presas al servicio de la Cuki. Maite, al enterarse de que la policía pilló a Amador y a los leones en su nave de artículos caros, le propone que le robe a su madre las joyas, la cual sigue sufriendo su viudez. Maxi se disfraza de militar tuerto, imitando a Rambo, y logra hacer que queden a cenar para que mientras los demás leones le roben las joyas. Pero ella las lleva puestas en la cena, por lo que no pueden chingárselas, y Maxi y Begoña, la madre de la Cuki, terminan haciendo el amor para luego Maxi arrebatarle las joyas.
Entretanto, Lola, decidida a superar su crisis de pareja, se apunta con Javi a un taller de cuernos para hacer terapia y superar con otras parejas la infidelidad con la Doctora Capdevila. Lola queda embobada con todo lo que la doctora suelta, así que le compra un libro suyo. Pero Javi es incapaz de "abrirse" ya que todo el rato defiende que no ha hecho nada, lo que le duele a Lola. Las otras dos parejas están formadas por: una por un hombre que se ha tirado a la familia de su mujer (hermana, prima...) y otra en la que la mujer (fumadora y cincuentona) le ha puesto los cuernos a su marido y no le importa nada su matrimonio).
Para finalizar, Antonio logra hacer que Izhaskun marche a un teatro gratis para jubilados para poder crear una explosión en su caldera y hacer creer a los vecinos que el gas natural es muy inseguro. Tras que los obreros, homosexuales, abran el gas, Antonio, acompañado de su mujer, hace un corte limpio con una sierra y libera el gas. A punto de marcharse, Izhaskun vuelve, y los Recio se esconden en su casa con ella dentro, que enciende un cigarrillo con un mechero y... ¡BUM! Se produce una explosión en el 2ºA únicamente, quedando Antonio y Berta ennegrecidos: él en el tejado y ella en la fuente de los Cukis. Todos los vecinos son evacuados y al parecer solo los Recio han sufrido la explosión: según ellos estaban en la terraza regando las plantas y viendo la tele y salieron volando por los aires de repente. Dando a Izhaskun por muerta, unos bomberos la traen ennegrecida y pidiendo un cigarrillo. Un bombero da una primera explicación de la explosión: sabotaje por un corte limpio con una sierra. Los vecinos descubren que fueron los Recio ya que Coque recuerda que la sierra se la dejó a Antonio hace tiempo, pero no se lo dicen a los bomberos porque si no no les pagan una indemnización. Maxi fue incapaz de robarle las joyas a Begoña ya que se había enamorado. Ella vende las joyas y compra unos pasajes de crucero para viajar a las Maldivas mientras Maite continúa en la cárcel, pero Mamasita se va y queda a merced de las presas lesbianas. Por último, Lola y Raquel se reconcilian, sabiendo la primera que Javi y Raquel no hicieron nada. Pero Raquel no se lo dice a Javi y los leones lo convencen para que diga que le dio mandanga la madre de Parrales,de la buena y así "abrirse" aunque mintiendo pero para recuperar al fin y al cabo a Lola. Esta, convencida de todo lo contrario, le aguarda en la terapia, donde él irrumpe para declarar que se tiró a Raquel, lo que hace que Lola le vuelva a dejar tirado.

## Reparto

### Principal
Lista según actor y personaje
- Ricardo Arroyo ... Vicente Maroto
- Mariví Bilbao ...	Izaskun Sagastume
- Cristina Castaño ... Judith Becker
- Pablo Chiapella ... Amador Rivas Latorre
- Eduardo García ... Fran Pastor Madariaga
- José Luis Gil ... Enrique Pastor
- Macarena Gómez ... Lola Trujillo
- Eduardo Gómez ... Máximo Angulo
- Nacho Guerreros ... Coque Calatrava
- Eva Isanta ... Maite Figueroa
- Cristina Medina ... Nines Chacón
- Isabel Ordaz ... Araceli Madariaga
- Antonio Pagudo ... Javier Maroto
- Vanesa Romero ... Raquel Villanueva
- Jordi Sánchez ... Antonio Recio
- Luis Miguel Seguí ... Leonardo Romaní
- Nathalie Seseña ... Berta Escobar
- Carlota Boza ... Carlota Rivas Figueroa
- Fernando Boza ... Nano Rivas Figueroa
- Rodrigo Espinar ... Rodrigo Rivas Figueroa

### Episódico
Lista según actores
- Ana Otero ... Doctora Capdevila
- Carlos Alcalde ... Rosario Parrales
- Mariana Cordero ... Begoña Espinosa
- Santiago Urrialde ... Manolo
- Marta Fernández Muro
- Andoni Agirregomezkorta
- Emilio Mencreta
- Elena Octavia
- Víctor Mendoza
- Paco Obregón
- Malena Gutiérrez
- Cristina Fenollar
- Esther Pons
- José Luis Chavarría
- Fran Fernández
- Nicacia Chauara
- Carlos Pontini